# 大河内正綱
大河内 正綱（おおこうち まさつな）は、戦国時代から江戸時代初期の武将。

## 略歴
三河東条城吉良氏家臣の大河内基高の子。自身も当初は吉良義昭に仕えたが、永禄4年（1561年）義昭が松平元康（徳川家康）に敗れて没落すると、正綱は三河を離れて伊勢国に移った。しかしその後、家康より召し出されてこれに仕え、元亀元年（1570年）姉川の戦いに従軍。元亀2年（1571年）武田氏の水軍が遠江国磐田郡掛塚に侵攻すると、政綱は本多忠勝とともにその迎撃に派遣され、武田軍が上陸したところに奇襲を加えてこれを討ち破った。勝利の後、政綱は武田軍が残した軍船を焼き払ってから撤収し、その冷静ぶりを本多忠勝より称賛されたという。その他、元亀3年（1572年）一言坂の戦い、天正9年（1581年）高天神城の戦いなどで活躍した。
その後は家康の嫡男・秀忠に附属させられたが、慶長4年（1599年）末子の正信が大久保荘右衛門尉を斬り殺して逐電するという事件が発生する。正綱は大久保忠世の姉妹を妻に迎えており外戚関係にあった。そのため大久保氏麾下の天野金太夫・大久保忠為・鵜殿氏長より秀忠が激怒していることを知らされ、その勧めに従って出奔した。慶長8年（1603年）近年正綱が出仕していないことを不審に思った家康は、松平正綱と成瀬正成から事情を聞いてすぐに正綱を呼び戻した。帰参した正綱は諸大名より家康の寵臣と認識されて様々な祝いの品を送られたものの、正綱はすべて固辞したという。その後は紀州藩に封じられた徳川頼宣に附属させられ、寛永4年（1627年）に没した。嫡男の政定は足立氏を継いでいたため、次男の正勝が家督を継ぎ、2,000石の旗本となっている。